# Liste der Nobelpreisträger für Physiologie oder Medizin
Der Nobelpreis für Physiologie oder Medizin wird seit 1901 jährlich vergeben und ist mit elf Millionen schwedischen Kronen (ca. 1.006.000 Euro) dotiert. Die Auswahl der Laureaten unterliegt dem Karolinska-Institut. Der Stifter des Preises, Alfred Nobel, verfügte in seinem Testament vom 27. November 1895, in dem die Vergabe der Auszeichnung geregelt wurde, der Nobelpreis für Physiologie oder Medizin solle demjenigen zuerkannt werden, „der die wichtigste Entdeckung in der Domäne der Physiologie oder Medizin gemacht hat“. Der Nobelpreis wird jedes Jahr am Todestag Alfred Nobels, dem 10. Dezember, vom schwedischen König überreicht.
Seit der ersten Nobelpreis-Verleihung wurde der Preis 115-mal (Stand 2024) verliehen und insgesamt 229 Personen ausgezeichnet, darunter befanden sich 216 Männer (94,3 %) und 13 Frauen (5,7 %). Bisher wurde noch niemand mehrfach mit dem Medizinnobelpreis ausgezeichnet. Von 1901 bis 2024 wurde der Preis 40-mal ungeteilt an eine Person vergeben. 36-mal wurde er zwischen zwei, 39-mal zwischen drei Personen aufgeteilt. Mit einer Quote von 1,99 Preisträgern pro Verleihung ist es der am stärksten aufgeteilte Nobelpreis. Neunmal wurde der Preis nicht verliehen, zuletzt 1942.

## Liste der Preisträger
Diese Liste enthält eine chronologische Übersicht der Träger des Nobelpreises für Physiologie oder Medizin mit der Begründung der Nobelkomitees. Eine alphabetische Übersicht bietet die Kategorie Nobelpreisträger für Physiologie oder Medizin.
Eine Übersicht über die Verteilung auf einzelne Nationen bietet der Abschnitt Verteilung nach Ländern.
| 1900 • 1910 • 1920 • 1930 • 1940 • 1950 • 1960 • 1970 • 1980 • 1990 • 2000 • 2010 • 2020 |

## 1900er Jahre
| Jahr | Person                                | Land                                            | Begründung für die Preisvergabe | Bild                      |
| ---- | ------------------------------------- | ----------------------------------------------- | --- | ------------------------- |
| 1901 | Emil von Behring (1854–1917)          | Deutsches Reich                                 | „für seine Arbeiten über Serumtherapie und besonders für deren Anwendung gegen Diphtherie, mit denen er der medizinischen Wissenschaft neue Wege erschloss und dem Arzt eine erfolgreiche Waffe im Kampf gegen Krankheit und Tod gegeben hat“                                                                 | Emil von Behring          |
| 1902 | Ronald Ross (1857–1932)               | Vereinigtes Königreich (geb. in Almora, Indien) | „für seine Arbeiten über Malaria, durch die er nachwies, wie die Krankheit in den Organismus gelangt, und damit den Grundstein legte für eine erfolgreiche Erforschung dieser Krankheit und ihrer Behandlungsmethoden“                                                                                        | Ronald Ross               |
| 1903 | Niels Ryberg Finsen (1860–1904)       | Dänemark (geb. in Tórshavn)                     | „in Anerkennung seines Beitrags zur Behandlung von Krankheiten, insbesondere von Lupus vulgaris, mittels konzentrierter Lichtstrahlen, durch die er der medizinischen Wissenschaft einen neuen Weg erschloss“ (Anmerkung: Lupus vulgaris, auf Deutsch Hauttuberkulose, ist eine seltene Form der Tuberkulose) | Niels Ryberg Finsen       |
| 1904 | Iwan Petrowitsch Pawlow (1849–1936)   | Russland                                        | „in Anerkennung seiner Arbeit über die Physiologie der Verdauung, die das Wissen über wesentliche Aspekte dieses Bereichs verbessert und erweitert hat“ | Iwan Petrowitsch Pawlow   |
| 1905 | Robert Koch (1843–1910)               | Deutsches Reich                                 | „für seine Untersuchungen und Entdeckungen auf dem Gebiet der Tuberkulose“ | Robert Koch               |
| 1906 | Camillo Golgi (1843 oder 1844–1926)   | Königreich Italien                              | „in Anerkennung ihrer Arbeiten über die Struktur des Nervensystems“ | Camillo Golgi             |
| 1906 | Santiago Ramón y Cajal (1852–1934)    | Spanien                                         | „in Anerkennung ihrer Arbeiten über die Struktur des Nervensystems“ | Santiago Ramón y Cajal    |
| 1907 | Alphonse Laveran (1845–1922)          | Frankreich                                      | „in Anerkennung seiner Arbeiten über die Bedeutung der Protozoen als Krankheitserreger“ (Anmerkung: Protozoen ist eine veraltete Bezeichnung für einzellige Organismen mit Zellkern) | Alphonse Laveran          |
| 1908 | Ilja Iljitsch Metschnikow (1845–1916) | Russland                                        | „als Anerkennung ihrer Arbeiten über die Immunität“ | Ilja Iljitsch Metschnikow |
| 1908 | Paul Ehrlich (1854–1915)              | Deutsches Reich                                 | „als Anerkennung ihrer Arbeiten über die Immunität“ | Paul Ehrlich              |
| 1909 | Theodor Kocher (1841–1917)            | Schweiz                                         | „für seine Arbeiten über Physiologie, Pathologie und Chirurgie der Schilddrüse“ | Theodor Kocher            |

## 1910er Jahre
| Jahr | Person                                     | Land              | Begründung für die Preisvergabe | Bild              |
| ---- | ------------------------------------------ | ----------------- | --- | ----------------- |
| 1910 | Albrecht Kossel (1853–1927)                | Deutsches Reich   | „in Anerkennung des Beitrages, den seine Arbeiten über Eiweiße einschließlich der Nukleine für unsere Kenntnis der Chemie der Zelle geleistet haben“ (Anmerkung: Die DNS war damals noch unbekannt – die Substanzen des Zellkerns wurden als Nukleine bezeichnet) | Albrecht Kossel   |
| 1911 | Allvar Gullstrand (1862–1930)              | Schweden          | „für seine Arbeiten über die Dioptrik des Auges“ | Allvar Gullstrand |
| 1912 | Alexis Carrel (1873–1944)                  | Frankreich        | „als Anerkennung seiner Arbeiten über die Gefäßnaht sowie über Gefäß- und Organtransplantationen“ | Alexis Carrel     |
| 1913 | Charles Richet (1850–1935)                 | Frankreich        | „für seine Arbeiten über Anaphylaxie“ | Charles Richet    |
| 1914 | Robert Bárány (1876–1936) (verliehen 1915) | Österreich-Ungarn | „für seine Arbeiten über Physiologie und Pathologie des Vestibularapparates“ | Róbert Bárány     |
| 1915 | nicht verliehen                            | nicht verliehen   | nicht verliehen | nicht verliehen   |
| 1916 | nicht verliehen                            | nicht verliehen   | nicht verliehen | nicht verliehen   |
| 1917 | nicht verliehen                            | nicht verliehen   | nicht verliehen | nicht verliehen   |
| 1918 | nicht verliehen                            | nicht verliehen   | nicht verliehen | nicht verliehen   |
| 1919 | Jules Bordet (1870–1961) (verliehen 1920)  | Belgien           | „für seine Entdeckungen auf dem Gebiet der Immunität“ | Jules Bordet      |

## 1920er Jahre
| Jahr | Person                                             | Land                                                               | Begründung für die Preisvergabe | Bild                       |
| ---- | -------------------------------------------------- | ------------------------------------------------------------------ | --- | -------------------------- |
| 1920 | August Krogh (1874–1949)                           | Dänemark                                                           | „für die Entdeckung des kapillarmotorischen Regulationsmechanismus“ | August Krogh               |
| 1921 | nicht verliehen                                    | nicht verliehen                                                    | nicht verliehen | nicht verliehen            |
| 1922 | Archibald Vivian Hill (1886–1977) (verliehen 1923) | Vereinigtes Königreich                                             | „für seine Entdeckungen auf dem Gebiet der Wärmeerzeugung der Muskeln“ | Archibald Vivian Hill      |
| 1922 | Otto Meyerhof (1884–1951) (verliehen 1923)         | Deutsches Reich                                                    | „für seine Entdeckung des Verhältnisses zwischen Sauerstoffverbrauch und Milchsäureproduktion im Muskel“                                                                                | Otto Meyerhof              |
| 1923 | Frederick Banting (1891–1941)                      | Kanada                                                             | „für die Entdeckung des Insulins“ | Frederick Banting          |
| 1923 | John James Rickard Macleod (1876–1935)             | Kanada (geb. in Clunie, Schottland)                                | „für die Entdeckung des Insulins“ | John James Rickard Macleod |
| 1924 | Willem Einthoven (1860–1927)                       | Niederlande (geb. in Semarang, Java, damals Niederländisch-Indien) | „für seine Entdeckung des Mechanismus des Elektrokardiogramms“ | Willem Einthoven           |
| 1925 | nicht verliehen                                    | nicht verliehen                                                    | nicht verliehen | nicht verliehen            |
| 1926 | Johannes Fibiger (1867–1928) (verliehen 1927)      | Dänemark                                                           | „für seine Entdeckung des Spiropterakarzinoms“ (diese krankhafte Gewebevermehrung nahm er irrtümlich als Karzinom an, was zu der These führte, dass Krebs eine Infektionskrankheit ist) | Johannes Fibiger           |
| 1927 | Julius Wagner-Jauregg (1857–1940)                  | Österreich                                                         | „für die Entdeckung der therapeutischen Bedeutung der Malaria-Impfung bei der Behandlung der Progressiven Paralyse“                                                                     | Julius Wagner-Jauregg      |
| 1928 | Charles Nicolle (1866–1936)                        | Frankreich                                                         | „für seine Arbeiten über Fleckfieber“ | Charles Nicolle            |
| 1929 | Christiaan Eijkman (1858–1930)                     | Niederlande                                                        | „für seine Entdeckung des antineuritischen Vitamins“ | Christiaan Eijkman         |
| 1929 | Frederick Gowland Hopkins (1861–1947)              | Vereinigtes Königreich                                             | „für die Entdeckung der wachstumfördernden Vitamine“ | Frederick Gowland Hopkins  |

## 1930er Jahre
| Jahr | Person                                         | Land                                                    | Begründung für die Preisvergabe | Bild                      |
| ---- | ---------------------------------------------- | ------------------------------------------------------- | --- | ------------------------- |
| 1930 | Karl Landsteiner (1868–1943)                   | Österreich                                              | „für die Entdeckung der Blutgruppen des Menschen“ | Karl Landsteiner          |
| 1931 | Otto Warburg (1883–1970)                       | Deutsches Reich                                         | „für die Entdeckung der Natur und der Funktion des Atmungsferments“ (Anmerkung: Der Begriff Ferment ist heute kaum gebräuchlich – er wurde durch den Begriff Enzym abgelöst) | Otto Warburg              |
| 1932 | Charles Scott Sherrington (1857–1952)          | Vereinigtes Königreich                                  | „für ihre Entdeckungen auf dem Gebiet der Funktionen der Neuronen“ | Charles Scott Sherrington |
| 1932 | Edgar Douglas Adrian (1889–1977)               | Vereinigtes Königreich                                  | „für ihre Entdeckungen auf dem Gebiet der Funktionen der Neuronen“ | Edgar Douglas Adrian      |
| 1933 | Thomas Hunt Morgan (1866–1945)                 | Vereinigte Staaten                                      | „für seine Entdeckungen über die Rolle der Chromosomen in der Vererbung“ | Thomas Hunt Morgan        |
| 1934 | George Hoyt Whipple (1878–1976)                | Vereinigte Staaten                                      | „für ihre Lebertherapie gegen Anämie“ | George Hoyt Whipple       |
| 1934 | George Richards Minot (1885–1950)              | Vereinigte Staaten                                      | „für ihre Lebertherapie gegen Anämie“ | George Richards Minot     |
| 1934 | William Parry Murphy (1892–1987)               | Vereinigte Staaten                                      | „für ihre Lebertherapie gegen Anämie“ | William Parry Murphy      |
| 1935 | Hans Spemann (1869–1941)                       | Deutsches Reich                                         | „für die Entdeckung des Organisator-Effekts im embryonalen Entwicklungsstadium“                                                                                              | Hans Spemann              |
| 1936 | Henry Hallett Dale (1875–1968)                 | Vereinigtes Königreich                                  | „für ihre Entdeckungen bei der chemischen Übertragung der Nervenimpulse“ (Dalesches Prinzip)                                                                                 | Henry Hallett Dale        |
| 1936 | Otto Loewi (1873–1961)                         | Österreich (geb. in Frankfurt am Main, Deutsches Reich) | „für ihre Entdeckungen bei der chemischen Übertragung der Nervenimpulse“ (Dalesches Prinzip)                                                                                 | Otto Loewi                |
| 1937 | Albert Szent-Györgyi (1893–1986)               | Ungarn                                                  | „für seine Entdeckungen auf dem Gebiet der biologischen Verbrennungsprozesse, besonders in Beziehung auf das Vitamin C und die Katalyse der Fumarsäure“                      | Albert Szent-Györgyi      |
| 1938 | Corneille Heymans (1892–1968) (verliehen 1939) | Belgien                                                 | „für die Entdeckung der Rolle des Sinus- und Aortenmechanismus bei der Atemregulierung“                                                                                      | Corneille Heymans         |
| 1939 | Gerhard Domagk (1895–1964)                     | Deutsches Reich                                         | „für die Entdeckung der antibakteriellen Wirkung des Prontosil“ | Gerhard Domagk            |

## 1940er Jahre
| Jahr | Person                                             | Land                                                        | Begründung für die Preisvergabe                                                                                             | Bild                     |
| ---- | -------------------------------------------------- | ----------------------------------------------------------- | --- | ------------------------ |
| 1940 | nicht verliehen                                    | nicht verliehen                                             | nicht verliehen | nicht verliehen          |
| 1941 | nicht verliehen                                    | nicht verliehen                                             | nicht verliehen | nicht verliehen          |
| 1942 | nicht verliehen                                    | nicht verliehen                                             | nicht verliehen | nicht verliehen          |
| 1943 | Henrik Dam (1895–1976) (verliehen 1944)            | Dänemark                                                    | „für die Entdeckung des Vitamins K“                                                                                         | Henrik Dam               |
| 1943 | Edward Adelbert Doisy (1893–1986) (verliehen 1944) | Vereinigte Staaten                                          | „für seine Entdeckung der chemischen Natur des Vitamins K“                                                                  | Edward Adelbert Doisy    |
| 1944 | Joseph Erlanger (1874–1965)                        | Vereinigte Staaten                                          | „für ihre Entdeckungen über die hochdifferenzierten Funktionen der einzelnen Nervenfasern“                                  | Joseph Erlanger          |
| 1944 | Herbert Spencer Gasser (1888–1963)                 | Vereinigte Staaten                                          | „für ihre Entdeckungen über die hochdifferenzierten Funktionen der einzelnen Nervenfasern“                                  | Herbert Spencer Gasser   |
| 1945 | Alexander Fleming (1881–1955)                      | Vereinigtes Königreich (geb. in Darvel, Schottland)         | „für die Entdeckung des Penizillins und seiner Heilwirkung bei verschiedenen Infektionskrankheiten“                         | Alexander Fleming        |
| 1945 | Ernst Boris Chain (1906–1979)                      | Vereinigtes Königreich (geb. in Berlin, Deutsches Reich)    | „für die Entdeckung des Penizillins und seiner Heilwirkung bei verschiedenen Infektionskrankheiten“                         | Ernst Boris Chain        |
| 1945 | Howard Florey (1898–1968)                          | Australien                                                  | „für die Entdeckung des Penizillins und seiner Heilwirkung bei verschiedenen Infektionskrankheiten“                         | Howard Florey            |
| 1946 | Hermann Joseph Muller (1890–1967)                  | Vereinigte Staaten                                          | „für die Entdeckung, dass Mutationen mit Hilfe von Röntgenstrahlen hervorgerufen werden können“                             | Hermann Joseph Muller    |
| 1947 | Carl Ferdinand Cori (1896–1984)                    | Vereinigte Staaten (geb. in Prag, damals Österreich-Ungarn) | „für ihre Entdeckung des Verlaufs des katalytischen Glykogen-Stoffwechsels“                                                 | Carl Ferdinand Cori      |
| 1947 | Gerty Cori (1896–1957)                             | Vereinigte Staaten (geb. in Prag, damals Österreich-Ungarn) | „für ihre Entdeckung des Verlaufs des katalytischen Glykogen-Stoffwechsels“                                                 | Gerty Cori               |
| 1947 | Bernardo Alberto Houssay (1887–1971)               | Argentinien                                                 | „für seine Entdeckung der Bedeutung der Hormone des Hypophysenvorderlappens für den Zuckerstoffwechsel“                     | Bernardo Alberto Houssay |
| 1948 | Paul Hermann Müller (1899–1965)                    | Schweiz                                                     | „für die Entdeckung der starken Wirkung von DDT als Kontaktgift gegen mehrere Arthropoden“                                  | Paul Hermann Müller      |
| 1949 | Walter Rudolf Hess (1881–1973)                     | Schweiz                                                     | „für die Entdeckung der funktionalen Organisation des Zwischenhirns für die Koordination der Tätigkeit von inneren Organen“ | Walter Rudolf Hess       |
| 1949 | António Egas Moniz (1874–1955)                     | Portugal                                                    | „für die Entdeckung des therapeutischen Wertes der präfrontalen Leukotomie bei gewissen Psychosen“                          | António Egas Moniz       |

## 1950er Jahre
| Jahr | Person                                | Land                                                                | Begründung für die Preisvergabe | Bild                        |
| ---- | ------------------------------------- | ------------------------------------------------------------------- | --- | --------------------------- |
| 1950 | Edward Calvin Kendall (1886–1972)     | Vereinigte Staaten                                                  | „für ihre Entdeckungen bei den Hormonen der Nebennierenrinde, ihrer Struktur und ihrer biologischen Wirkungen“                                                                             | Edward Calvin Kendall       |
| 1950 | Tadeus Reichstein (1897–1996)         | Schweiz (geb. in Włocławek, Kongresspolen)                          | „für ihre Entdeckungen bei den Hormonen der Nebennierenrinde, ihrer Struktur und ihrer biologischen Wirkungen“                                                                             | Tadeusz Reichstein          |
| 1950 | Philip Showalter Hench (1896–1965)    | Vereinigte Staaten                                                  | „für ihre Entdeckungen bei den Hormonen der Nebennierenrinde, ihrer Struktur und ihrer biologischen Wirkungen“                                                                             | Philip Showalter Hench      |
| 1951 | Max Theiler (1899–1972)               | Südafrika                                                           | „für die Erforschung des Gelbfiebers und seiner Bekämpfung“ | Max Theiler                 |
| 1952 | Selman Abraham Waksman (1888–1973)    | Vereinigte Staaten (geb. in Nowa Pryluka, Ukraine, damals Russland) | „für die Entdeckung des Streptomycins, des ersten Antibiotikums gegen die Tuberkulose“ | Selman Abraham Waksman      |
| 1953 | Hans Adolf Krebs (1900–1981)          | Vereinigtes Königreich (geb. in Hildesheim, Deutsches Reich)        | „für seine Entdeckung des Zitronensäurezyklus“ | Hans Adolf Krebs            |
| 1953 | Fritz Albert Lipmann (1899–1986)      | Vereinigte Staaten (geb. in Königsberg, damals Deutsches Reich)     | „für seine Entdeckung des Coenzyms A und dessen Bedeutung für den Zwischenstoffwechsel“ | Fritz Albert Lipmann        |
| 1954 | John Franklin Enders (1897–1985)      | Vereinigte Staaten                                                  | „für ihre Entdeckung der Fähigkeit des Poliovirus, in Kulturen verschiedener Gewebstypen zu wachsen“                                                                                       | John Franklin Enders        |
| 1954 | Thomas Huckle Weller (1915–2008)      | Vereinigte Staaten                                                  | „für ihre Entdeckung der Fähigkeit des Poliovirus, in Kulturen verschiedener Gewebstypen zu wachsen“                                                                                       | Thomas Huckle Weller        |
| 1954 | Frederick Chapman Robbins (1916–2003) | Vereinigte Staaten                                                  | „für ihre Entdeckung der Fähigkeit des Poliovirus, in Kulturen verschiedener Gewebstypen zu wachsen“                                                                                       | Frederick Chapman Robbins   |
| 1955 | Hugo Theorell (1903–1982)             | Schweden                                                            | „für seine Entdeckungen über Natur und Wirkungsweise der Oxydationsenzyme“ | Hugo Theorell               |
| 1956 | André Frédéric Cournand (1895–1988)   | Vereinigte Staaten (geb. in Paris, Frankreich)                      | „für ihre Entdeckungen zur Herzkatheterisierung und zu den pathologischen Veränderungen im Kreislaufsystem“                                                                                | André Frédéric Cournand     |
| 1956 | Werner Forßmann (1904–1979)           | BR Deutschland                                                      | „für ihre Entdeckungen zur Herzkatheterisierung und zu den pathologischen Veränderungen im Kreislaufsystem“                                                                                | Werner Forßmann             |
| 1956 | Dickinson W. Richards (1895–1973)     | Vereinigte Staaten                                                  | „für ihre Entdeckungen zur Herzkatheterisierung und zu den pathologischen Veränderungen im Kreislaufsystem“                                                                                |                             |
| 1957 | Daniel Bovet (1907–1992)              | Italien (geb. in Neuchâtel, Schweiz)                                | „für seine Entdeckungen über synthetische Verbindungen, die gewisse Substanzen im Körper wirksam werden lassen, und besonders deren Wirkung auf das Gefäßsystem und die Skelettmuskulatur“ | Daniel Bovet                |
| 1958 | George Wells Beadle (1903–1989)       | Vereinigte Staaten                                                  | „für ihre Entdeckung, dass die Gene wirksam werden, indem sie bestimmte chemische Vorgänge regulieren“                                                                                     |                             |
| 1958 | Edward Lawrie Tatum (1909–1975)       | Vereinigte Staaten                                                  | „für ihre Entdeckung, dass die Gene wirksam werden, indem sie bestimmte chemische Vorgänge regulieren“                                                                                     | Edward Lawrie Tatum         |
| 1958 | Joshua Lederberg (1925–2008)          | Vereinigte Staaten                                                  | „für seine Entdeckungen über genetische Neukombinationen und die Organisation des genetischen Materials bei Bakterien“                                                                     | Joshua Lederberg            |
| 1959 | Severo Ochoa (1905–1993)              | Vereinigte Staaten (geb. in Ḷḷuarca, Spanien)                       | „für ihre Entdeckung des Mechanismus in der biologischen Synthese der Ribonukleinsäure und der Desoxyribonukleinsäure“                                                                     | Allen Cormack, Severo Ochoa |
| 1959 | Arthur Kornberg (1918–2007)           | Vereinigte Staaten                                                  | „für ihre Entdeckung des Mechanismus in der biologischen Synthese der Ribonukleinsäure und der Desoxyribonukleinsäure“                                                                     | Arthur Kornberg             |

## 1960er Jahre
| Jahr | Person                                | Land                                                               | Begründung für die Preisvergabe | Bild                      |
| ---- | ------------------------------------- | ------------------------------------------------------------------ | --- | ------------------------- |
| 1960 | Frank Macfarlane Burnet (1899–1985)   | Australien                                                         | „für ihre Entdeckung der erworbenen immunologischen Toleranz“ | Frank Macfarlane Burnet   |
| 1960 | Peter Medawar (1915–1987)             | Vereinigtes Königreich                                             | „für ihre Entdeckung der erworbenen immunologischen Toleranz“ | Peter Medawar             |
| 1961 | Georg von Békésy (1899–1972)          | Vereinigte Staaten (geb. in Budapest, Österreich-Ungarn)           | „für seine Entdeckungen im physikalischen Mechanismus der Erregungen in der Schnecke des Ohres“                                                                      | Georg von Békésy          |
| 1962 | Francis Crick (1916–2004)             | Vereinigtes Königreich                                             | „für ihre Entdeckungen über die Molekularstruktur der Nukleinsäuren und ihre Bedeutung für die Informationsübertragung in lebender Substanz“                         | Francis Crick             |
| 1962 | James Watson (* 1928)                 | Vereinigte Staaten                                                 | „für ihre Entdeckungen über die Molekularstruktur der Nukleinsäuren und ihre Bedeutung für die Informationsübertragung in lebender Substanz“                         | James Watson              |
| 1962 | Maurice Wilkins (1916–2004)           | Vereinigtes Königreich / Neuseeland (geb. in Pongaroa, Neuseeland) | „für ihre Entdeckungen über die Molekularstruktur der Nukleinsäuren und ihre Bedeutung für die Informationsübertragung in lebender Substanz“                         | Maurice Wilkins           |
| 1963 | John Carew Eccles (1903–1997)         | Australien                                                         | „für ihre Entdeckungen über den Ionen-Mechanismus, der sich bei der Erregung und Hemmung in den peripheren und zentralen Bereichen der Nervenzellenmembran abspielt“ | John Carew Eccles         |
| 1963 | Alan Lloyd Hodgkin (1914–1998)        | Vereinigtes Königreich                                             | „für ihre Entdeckungen über den Ionen-Mechanismus, der sich bei der Erregung und Hemmung in den peripheren und zentralen Bereichen der Nervenzellenmembran abspielt“ | Alan Lloyd Hodgkin        |
| 1963 | Andrew Fielding Huxley (1917–2012)    | Vereinigtes Königreich                                             | „für ihre Entdeckungen über den Ionen-Mechanismus, der sich bei der Erregung und Hemmung in den peripheren und zentralen Bereichen der Nervenzellenmembran abspielt“ | Andrew Fielding Huxley    |
| 1964 | Konrad Bloch (1912–2000)              | Vereinigte Staaten (geb. in Neisse, Deutsches Reich)               | „für ihre Entdeckungen über den Mechanismus und Regulation des Stoffwechsels von Cholesterin und Fettsäuren“                                                         | Konrad Bloch              |
| 1964 | Feodor Lynen (1911–1979)              | BR Deutschland                                                     | „für ihre Entdeckungen über den Mechanismus und Regulation des Stoffwechsels von Cholesterin und Fettsäuren“                                                         | Feodor Lynen              |
| 1965 | François Jacob (1920–2013)            | Frankreich                                                         | „für ihre Entdeckungen auf dem Gebiet der genetischen Kontrolle der Synthese von Enzymen und Viren“                                                                  | François Jacob            |
| 1965 | André Lwoff (1902–1994)               | Frankreich                                                         | „für ihre Entdeckungen auf dem Gebiet der genetischen Kontrolle der Synthese von Enzymen und Viren“                                                                  | André Lwoff               |
| 1965 | Jacques Monod (1910–1976)             | Frankreich                                                         | „für ihre Entdeckungen auf dem Gebiet der genetischen Kontrolle der Synthese von Enzymen und Viren“                                                                  | Jacques Monod             |
| 1966 | Francis Peyton Rous (1879–1970)       | Vereinigte Staaten                                                 | „für seine Entdeckungen auf dem Gebiet der tumorerzeugenden Viren“                                                                                                   |                           |
| 1966 | Charles Brenton Huggins (1901–1997)   | Vereinigte Staaten                                                 | „für seine Entdeckungen zur Hormonbehandlung von Prostatakrebs“ | Charles Brenton Huggins   |
| 1967 | Ragnar Granit (1900–1991)             | Schweden (geb. in Riihimäki, Finnland)                             | „für ihre Entdeckung auf dem Gebiet der primären physiologischen und chemischen Sehvorgänge im Auge“                                                                 | Ragnar Granit             |
| 1967 | Haldan Keffer Hartline (1903–1983)    | Vereinigte Staaten                                                 | „für ihre Entdeckung auf dem Gebiet der primären physiologischen und chemischen Sehvorgänge im Auge“                                                                 | Haldan Keffer Hartline    |
| 1967 | George Wald (1906–1997)               | Vereinigte Staaten                                                 | „für ihre Entdeckung auf dem Gebiet der primären physiologischen und chemischen Sehvorgänge im Auge“                                                                 | George Wald               |
| 1968 | Robert W. Holley (1922–1993)          | Vereinigte Staaten                                                 | „für ihre Interpretation des genetischen Codes und dessen Funktion bei Protein-Synthesen“                                                                            | Robert W. Holley          |
| 1968 | Har Gobind Khorana (1922–2011)        | Vereinigte Staaten (geb. in Raipur, Britisch-Indien)               | „für ihre Interpretation des genetischen Codes und dessen Funktion bei Protein-Synthesen“                                                                            | Har Gobind Khorana        |
| 1968 | Marshall Warren Nirenberg (1927–2010) | Vereinigte Staaten                                                 | „für ihre Interpretation des genetischen Codes und dessen Funktion bei Protein-Synthesen“                                                                            | Marshall Warren Nirenberg |
| 1969 | Max Delbrück (1906–1981)              | Vereinigte Staaten (geb. in Berlin, Deutsches Reich)               | „für ihre Entdeckungen des Vermehrungsmechanismus und der genetischen Struktur von Viren“                                                                            | Max Delbrück              |
| 1969 | Alfred Day Hershey (1908–1997)        | Vereinigte Staaten                                                 | „für ihre Entdeckungen des Vermehrungsmechanismus und der genetischen Struktur von Viren“                                                                            | Alfred Day Hershey        |
| 1969 | Salvador Edward Luria (1912–1991)     | Vereinigte Staaten (geb. in Turin, Königreich Italien)             | „für ihre Entdeckungen des Vermehrungsmechanismus und der genetischen Struktur von Viren“                                                                            | Salvador Edward Luria     |

## 1970er Jahre
| Jahr | Person                               | Land                                                       | Begründung für die Preisvergabe | Bild                     |
| ---- | ------------------------------------ | ---------------------------------------------------------- | --- | ------------------------ |
| 1970 | Bernard Katz (1911–2003)             | Vereinigtes Königreich (geb. in Leipzig, Deutsches Reich)  | „für ihre Entdeckungen der Signalsubstanzen in den Kontaktorganen der Nervenzellen und der Mechanismen für ihre Lagerung, Freisetzung und Inaktivierung“ | Bernard Katz             |
| 1970 | Ulf von Euler (1905–1983)            | Schweden                                                   | „für ihre Entdeckungen der Signalsubstanzen in den Kontaktorganen der Nervenzellen und der Mechanismen für ihre Lagerung, Freisetzung und Inaktivierung“ | Ulf von Euler            |
| 1970 | Julius Axelrod (1912–2004)           | Vereinigte Staaten                                         | „für ihre Entdeckungen der Signalsubstanzen in den Kontaktorganen der Nervenzellen und der Mechanismen für ihre Lagerung, Freisetzung und Inaktivierung“ | Julius Axelrod           |
| 1971 | Earl Wilbur Sutherland (1915–1974)   | Vereinigte Staaten                                         | „für seine Entdeckungen über die Wirkungsmechanismen von Hormonen“                                                                                       | Earl Wilbur Sutherland   |
| 1972 | Gerald M. Edelman (1929–2014)        | Vereinigte Staaten                                         | „für ihre Entdeckungen zur chemischen Struktur der Antikörper“                                                                                           | Gerald M. Edelman        |
| 1972 | Rodney R. Porter (1917–1985)         | Vereinigtes Königreich                                     | „für ihre Entdeckungen zur chemischen Struktur der Antikörper“                                                                                           | Rodney R. Porter         |
| 1973 | Karl von Frisch (1886–1982)          | BR Deutschland (geb. in Wien, Österreich-Ungarn)           | „für ihre Entdeckungen zur Organisation und Auslösung von individuellen und sozialen Verhaltensmustern“                                                  | Karl von Frisch          |
| 1973 | Konrad Lorenz (1903–1989)            | Österreich                                                 | „für ihre Entdeckungen zur Organisation und Auslösung von individuellen und sozialen Verhaltensmustern“                                                  | Konrad Lorenz            |
| 1973 | Nikolaas Tinbergen (1907–1988)       | Vereinigtes Königreich (geb. in Den Haag, Niederlande)     | „für ihre Entdeckungen zur Organisation und Auslösung von individuellen und sozialen Verhaltensmustern“                                                  | Nikolaas Tinbergen       |
| 1974 | Albert Claude (1899–1983)            | Belgien                                                    | „für ihre Entdeckungen zur strukturellen und funktionellen Organisation der Zelle“                                                                       | Albert Claude            |
| 1974 | Christian de Duve (1917–2013)        | Belgien                                                    | „für ihre Entdeckungen zur strukturellen und funktionellen Organisation der Zelle“                                                                       | Christian de Duve        |
| 1974 | George Emil Palade (1912–2008)       | Vereinigte Staaten (geb. in Iași, Rumänien)                | „für ihre Entdeckungen zur strukturellen und funktionellen Organisation der Zelle“                                                                       | George Emil Palade       |
| 1975 | David Baltimore (* 1938)             | Vereinigte Staaten                                         | „für ihre Entdeckungen auf dem Gebiet der Wechselwirkungen zwischen Tumorviren und dem genetischen Material der Zelle“                                   | David Baltimore          |
| 1975 | Renato Dulbecco (1914–2012)          | Vereinigte Staaten (geb. in Catanzaro, Königreich Italien) | „für ihre Entdeckungen auf dem Gebiet der Wechselwirkungen zwischen Tumorviren und dem genetischen Material der Zelle“                                   | Renato Dulbecco          |
| 1975 | Howard M. Temin (1934–1994)          | Vereinigte Staaten                                         | „für ihre Entdeckungen auf dem Gebiet der Wechselwirkungen zwischen Tumorviren und dem genetischen Material der Zelle“                                   | Howard M. Temin          |
| 1976 | Baruch Samuel Blumberg (1925–2011)   | Vereinigte Staaten                                         | „für ihre Entdeckungen von neuen Mechanismen bei der Entstehung und Verbreitung von Infektionskrankheiten“                                               | Baruch Samuel Blumberg   |
| 1976 | Daniel Carleton Gajdusek (1923–2008) | Vereinigte Staaten                                         | „für ihre Entdeckungen von neuen Mechanismen bei der Entstehung und Verbreitung von Infektionskrankheiten“                                               | Daniel Carleton Gajdusek |
| 1977 | Roger Guillemin (1924–2024)          | Vereinigte Staaten (geb. in Dijon, Frankreich)             | „für ihre Entdeckungen über die Produktion von Peptidhormonen im Gehirn“                                                                                 | Roger Guillemin          |
| 1977 | Andrew Victor Schally (1926–2024)    | Vereinigte Staaten (geb. in Wilno, Polen)                  | „für ihre Entdeckungen über die Produktion von Peptidhormonen im Gehirn“                                                                                 | Andrew Victor Schally    |
| 1977 | Rosalyn Sussman Yalow (1921–2011)    | Vereinigte Staaten                                         | „für die Entwicklung radioimmunologischer Methoden der Bestimmung von Peptidhormonen“                                                                    | Rosalyn Sussman Yalow    |
| 1978 | Werner Arber (* 1929)                | Schweiz                                                    | „für ihre Entdeckung der Restriktionsenzyme und die Anwendung dieser Enzyme in der Molekulargenetik“                                                     | Werner Arber             |
| 1978 | Daniel Nathans (1928–1999)           | Vereinigte Staaten                                         | „für ihre Entdeckung der Restriktionsenzyme und die Anwendung dieser Enzyme in der Molekulargenetik“                                                     | Daniel Nathans           |
| 1978 | Hamilton Othanel Smith (* 1931)      | Vereinigte Staaten                                         | „für ihre Entdeckung der Restriktionsenzyme und die Anwendung dieser Enzyme in der Molekulargenetik“                                                     | Hamilton Othanel Smith   |
| 1979 | Allan McLeod Cormack (1924–1998)     | Vereinigte Staaten (geb. in Johannesburg, Südafrika)       | „für ihre Entwicklung der Computertomographie“ | Allan McLeod Cormack     |
| 1979 | Godfrey Hounsfield (1919–2004)       | Vereinigtes Königreich                                     | „für ihre Entwicklung der Computertomographie“ | Godfrey Hounsfield       |

## 1980er Jahre
| Jahr | Person                               | Land                                                                     | Begründung für die Preisvergabe | Bild                     |
| ---- | ------------------------------------ | ------------------------------------------------------------------------ | --- | ------------------------ |
| 1980 | Baruj Benacerraf (1920–2011)         | Vereinigte Staaten (geb. in Caracas, Venezuela)                          | „für ihre Entdeckungen genetisch bestimmter zellulärer Oberflächenstrukturen, von denen immunologische Reaktionen gesteuert werden“                            | Baruj Benacerraf         |
| 1980 | Jean Dausset (1916–2009)             | Frankreich                                                               | „für ihre Entdeckungen genetisch bestimmter zellulärer Oberflächenstrukturen, von denen immunologische Reaktionen gesteuert werden“                            | Jean Dausset             |
| 1980 | George Davis Snell (1903–1996)       | Vereinigte Staaten                                                       | „für ihre Entdeckungen genetisch bestimmter zellulärer Oberflächenstrukturen, von denen immunologische Reaktionen gesteuert werden“                            |                          |
| 1981 | Roger Sperry (1913–1994)             | Vereinigte Staaten                                                       | „für seine Entdeckungen über die funktionelle Spezialisierung der Gehirnhemisphären“                                                                           | Roger Sperry             |
| 1981 | David H. Hubel (1926–2013)           | Vereinigte Staaten (geb. in Windsor, Ontario, Kanada)                    | „für ihre Entdeckungen über Informationsbearbeitung im Sehwahrnehmungssystem“                                                                                  | David H. Hubel           |
| 1981 | Torsten N. Wiesel (* 1924)           | Schweden                                                                 | „für ihre Entdeckungen über Informationsbearbeitung im Sehwahrnehmungssystem“                                                                                  | Torsten N. Wiesel        |
| 1982 | Sune Bergström (1916–2004)           | Schweden                                                                 | „für ihre bahnbrechenden Arbeiten über Prostaglandine und verwandte biologisch aktive Substanzen“                                                              | Sune Bergström           |
| 1982 | Bengt Ingemar Samuelsson (1934–2024) | Schweden                                                                 | „für ihre bahnbrechenden Arbeiten über Prostaglandine und verwandte biologisch aktive Substanzen“                                                              | Bengt Ingemar Samuelsson |
| 1982 | John Robert Vane (1927–2004)         | Vereinigtes Königreich                                                   | „für ihre bahnbrechenden Arbeiten über Prostaglandine und verwandte biologisch aktive Substanzen“                                                              | John Robert Vane         |
| 1983 | Barbara McClintock (1902–1992)       | Vereinigte Staaten                                                       | „für ihre Entdeckung der beweglichen Strukturen in der Erbmasse“                                                                                               | Barbara McClintock       |
| 1984 | Niels Kaj Jerne (1911–1994)          | Dänemark                                                                 | „für Theorien über den spezifischen Aufbau und die Steuerung des Immunsystems und für die Entdeckung des Prinzips der Produktion von monoklonalen Antikörpern“ | Niels Kaj Jerne          |
| 1984 | Georges J. F. Köhler (1946–1995)     | BR Deutschland                                                           | „für Theorien über den spezifischen Aufbau und die Steuerung des Immunsystems und für die Entdeckung des Prinzips der Produktion von monoklonalen Antikörpern“ | Georges J. F. Köhler     |
| 1984 | César Milstein (1927–2002)           | Argentinien / Vereinigtes Königreich (geb. in Bahía Blanca, Argentinien) | „für Theorien über den spezifischen Aufbau und die Steuerung des Immunsystems und für die Entdeckung des Prinzips der Produktion von monoklonalen Antikörpern“ | César Milstein           |
| 1985 | Michael Stuart Brown (* 1941)        | Vereinigte Staaten                                                       | „für ihre Entdeckung zur Bestimmung des Cholesterinumsatzes“                                                                                                   | Michael Stuart Brown     |
| 1985 | Joseph L. Goldstein (* 1940)         | Vereinigte Staaten                                                       | „für ihre Entdeckung zur Bestimmung des Cholesterinumsatzes“                                                                                                   | Joseph L. Goldstein      |
| 1986 | Stanley Cohen (1922–2020)            | Vereinigte Staaten                                                       | „für ihre Entdeckung des Nervenwachstumsfaktors“ | Stanley Cohen            |
| 1986 | Rita Levi-Montalcini (1909–2012)     | Italien / Vereinigte Staaten (geb. in Turin, Königreich Italien)         | „für ihre Entdeckung des Nervenwachstumsfaktors“ | Rita Levi-Montalcini     |
| 1987 | Susumu Tonegawa (* 1939)             | Japan                                                                    | „für seine Entdeckung der genetischen Grundlage für das Entstehen des Variationsreichtums der Antikörper“                                                      | Susumu Tonegawa          |
| 1988 | James Whyte Black (1924–2010)        | Vereinigtes Königreich                                                   | „für ihre wegweisenden Entdeckungen wichtiger biochemischer Prinzipien der Arzneimitteltherapie“                                                               | James Whyte Black        |
| 1988 | Gertrude Belle Elion (1918–1999)     | Vereinigte Staaten                                                       | „für ihre wegweisenden Entdeckungen wichtiger biochemischer Prinzipien der Arzneimitteltherapie“                                                               | Gertrude Belle Elion     |
| 1988 | George Herbert Hitchings (1905–1998) | Vereinigte Staaten                                                       | „für ihre wegweisenden Entdeckungen wichtiger biochemischer Prinzipien der Arzneimitteltherapie“                                                               | George Herbert Hitchings |
| 1989 | John Michael Bishop (* 1936)         | Vereinigte Staaten                                                       | „für ihre Entdeckung des zellulären Ursprungs retroviraler Onkogene“                                                                                           | John Michael Bishop      |
| 1989 | Harold E. Varmus (* 1939)            | Vereinigte Staaten                                                       | „für ihre Entdeckung des zellulären Ursprungs retroviraler Onkogene“                                                                                           | Harold E. Varmus         |

## 1990er Jahre
| Jahr | Person                               | Land                                                            | Begründung für die Preisvergabe | Bild                        |
| ---- | ------------------------------------ | --------------------------------------------------------------- | --- | --------------------------- |
| 1990 | Joseph Edward Murray (1919–2012)     | Vereinigte Staaten                                              | „für ihre Einführung der Methode der Übertragung von Gewebe und Organen als klinische Behandlungspraxis in die Humanmedizin“                                                   |                             |
| 1990 | Edward Donnall Thomas (1920–2012)    | Vereinigte Staaten                                              | „für ihre Einführung der Methode der Übertragung von Gewebe und Organen als klinische Behandlungspraxis in die Humanmedizin“                                                   | Edward Donnall Thomas       |
| 1991 | Erwin Neher (* 1944)                 | Deutschland                                                     | „für ihre Entwicklung einer Methode zum direkten Nachweis von Ionenkanälen in Zellmembranen zur Erforschung der Signalübertragung innerhalb der Zelle und zwischen den Zellen“ | Erwin Neher                 |
| 1991 | Bert Sakmann (* 1942)                | Deutschland                                                     | „für ihre Entwicklung einer Methode zum direkten Nachweis von Ionenkanälen in Zellmembranen zur Erforschung der Signalübertragung innerhalb der Zelle und zwischen den Zellen“ | Bert Sakmann                |
| 1992 | Edmond Henri Fischer (1920–2021)     | Vereinigte Staaten / Schweiz (geb. in Shanghai, Republik China) | „für ihre Entdeckung der Mechanismen, welche die Stoffwechselvorgänge in Organismen steuern“                                                                                   | Edmond Henri Fischer        |
| 1992 | Edwin G. Krebs (1918–2009)           | Vereinigte Staaten                                              | „für ihre Entdeckung der Mechanismen, welche die Stoffwechselvorgänge in Organismen steuern“                                                                                   |                             |
| 1993 | Richard J. Roberts (* 1943)          | Vereinigtes Königreich                                          | „für ihre Identifizierung des diskontinuierlichen Aufbaus einiger Erbanlagen von Zellorganismen“                                                                               | Richard J. Roberts          |
| 1993 | Phillip Allen Sharp (* 1944)         | Vereinigte Staaten                                              | „für ihre Identifizierung des diskontinuierlichen Aufbaus einiger Erbanlagen von Zellorganismen“                                                                               | Phillip Allen Sharp         |
| 1994 | Alfred Goodman Gilman (1941–2015)    | Vereinigte Staaten                                              | „für die Entdeckung der G-Proteine und ihrer Rolle bei der Signalweiterleitung in Zellen“                                                                                      | Alfred Goodman Gilman       |
| 1994 | Martin Rodbell (1925–1998)           | Vereinigte Staaten                                              | „für die Entdeckung der G-Proteine und ihrer Rolle bei der Signalweiterleitung in Zellen“                                                                                      | Martin Rodbell              |
| 1995 | Edward B. Lewis (1918–2004)          | Vereinigte Staaten                                              | „für ihre grundlegenden Erkenntnisse über die genetische Kontrolle der frühen Embryonalentwicklung“                                                                            |                             |
| 1995 | Christiane Nüsslein-Volhard (* 1942) | Deutschland                                                     | „für ihre grundlegenden Erkenntnisse über die genetische Kontrolle der frühen Embryonalentwicklung“                                                                            | Christiane Nüsslein-Volhard |
| 1995 | Eric Wieschaus (* 1947)              | Vereinigte Staaten                                              | „für ihre grundlegenden Erkenntnisse über die genetische Kontrolle der frühen Embryonalentwicklung“                                                                            | Eric Wieschaus              |
| 1996 | Peter Doherty (* 1940)               | Australien                                                      | „für ihre Entdeckung, wie das Immunsystem virusinfizierte Zellen erkennt“ | Peter Doherty               |
| 1996 | Rolf Zinkernagel (* 1944)            | Schweiz                                                         | „für ihre Entdeckung, wie das Immunsystem virusinfizierte Zellen erkennt“ | Rolf Zinkernagel            |
| 1997 | Stanley Prusiner (* 1942)            | Vereinigte Staaten                                              | „für seine Entdeckung der Prionen, eines neuen biologischen Prinzips der Infektion“                                                                                            | Stanley Prusiner            |
| 1998 | Robert Francis Furchgott (1916–2009) | Vereinigte Staaten                                              | „für ihre Arbeiten über die Rolle von Stickstoffmonoxid als Botenstoff im Herz-Kreislauf-System“                                                                               | Robert Francis Furchgott    |
| 1998 | Louis J. Ignarro (* 1941)            | Vereinigte Staaten                                              | „für ihre Arbeiten über die Rolle von Stickstoffmonoxid als Botenstoff im Herz-Kreislauf-System“                                                                               | Louis J. Ignarro            |
| 1998 | Ferid Murad (1936–2023)              | Vereinigte Staaten                                              | „für ihre Arbeiten über die Rolle von Stickstoffmonoxid als Botenstoff im Herz-Kreislauf-System“                                                                               | Ferid Murad                 |
| 1999 | Günter Blobel (1936–2018)            | Vereinigte Staaten (geb. in Waltersdorf, Schlesien)             | „für die Entdeckung der in Proteinen eingebauten Signale, die ihren Transport und die Lokalisierung in der Zelle steuern“                                                      | Günter Blobel               |

## 2000er Jahre
| Jahr | Person                               | Land                                                        | Begründung für die Preisvergabe                                                                                     | Bild                     |
| ---- | ------------------------------------ | ----------------------------------------------------------- | --- | ------------------------ |
| 2000 | Arvid Carlsson (1923–2018)           | Schweden                                                    | „für ihre Entdeckungen zur Signalübertragung im Nervensystem“                                                       | Arvid Carlsson           |
| 2000 | Paul Greengard (1925–2019)           | Vereinigte Staaten                                          | „für ihre Entdeckungen zur Signalübertragung im Nervensystem“                                                       | Paul Greengard           |
| 2000 | Eric Kandel (* 1929)                 | Vereinigte Staaten (geb. in Wien, Österreich)               | „für ihre Entdeckungen zur Signalübertragung im Nervensystem“                                                       | Eric Kandel              |
| 2001 | Leland H. Hartwell (* 1939)          | Vereinigte Staaten                                          | „für ihre Entdeckungen zur Kontrolle des Zellzyklus“                                                                |                          |
| 2001 | Tim Hunt (* 1943)                    | Vereinigtes Königreich                                      | „für ihre Entdeckungen zur Kontrolle des Zellzyklus“                                                                | Tim Hunt                 |
| 2001 | Paul Nurse (* 1949)                  | Vereinigtes Königreich                                      | „für ihre Entdeckungen zur Kontrolle des Zellzyklus“                                                                | Paul Nurse               |
| 2002 | Sydney Brenner (1927–2019)           | Vereinigtes Königreich (geb. in Südafrika)                  | „für ihre Entdeckungen zur genetischen Steuerung der Organentwicklung und zum programmierten Zelltod“               | Sydney Brenner           |
| 2002 | H. Robert Horvitz (* 1947)           | Vereinigte Staaten                                          | „für ihre Entdeckungen zur genetischen Steuerung der Organentwicklung und zum programmierten Zelltod“               |                          |
| 2002 | John E. Sulston (1942–2018)          | Vereinigtes Königreich                                      | „für ihre Entdeckungen zur genetischen Steuerung der Organentwicklung und zum programmierten Zelltod“               | John E. Sulston          |
| 2003 | Paul Christian Lauterbur (1929–2007) | Vereinigte Staaten                                          | „für ihre Entdeckungen zur Bildgebung durch Magnetresonanz“                                                         | Paul Christian Lauterbur |
| 2003 | Peter Mansfield (1933–2017)          | Vereinigtes Königreich                                      | „für ihre Entdeckungen zur Bildgebung durch Magnetresonanz“                                                         | Peter Mansfield          |
| 2004 | Richard Axel (* 1946)                | Vereinigte Staaten                                          | „für die Erforschung der Riechrezeptoren und der Organisation des olfaktorischen Systems“                           | Richard Axel             |
| 2004 | Linda B. Buck (* 1947)               | Vereinigte Staaten                                          | „für die Erforschung der Riechrezeptoren und der Organisation des olfaktorischen Systems“                           | Linda B. Buck            |
| 2005 | Barry Marshall (* 1951)              | Australien                                                  | „für die Entdeckung des Magenbakteriums Helicobacter pylori und dessen Bedeutung bei Gastritis und Magengeschwüren“ | Barry Marshall           |
| 2005 | Robin Warren (1937–2024)             | Australien                                                  | „für die Entdeckung des Magenbakteriums Helicobacter pylori und dessen Bedeutung bei Gastritis und Magengeschwüren“ | John Robin Warren        |
| 2006 | Andrew Z. Fire (* 1959)              | Vereinigte Staaten                                          | „für ihre Entdeckung der RNA-Interferenz“                                                                           | Andrew Z. Fire           |
| 2006 | Craig Mello (* 1960)                 | Vereinigte Staaten                                          | „für ihre Entdeckung der RNA-Interferenz“                                                                           | Craig Mello              |
| 2007 | Mario Capecchi (* 1937)              | Vereinigte Staaten (geb. in Königreich Italien)             | „für bahnbrechende Entdeckungen im Bereich embryonaler Stammzellen und der DNA-Rekombination bei Säugetieren“       | Mario Capecchi           |
| 2007 | Martin Evans (* 1941)                | Vereinigtes Königreich                                      | „für bahnbrechende Entdeckungen im Bereich embryonaler Stammzellen und der DNA-Rekombination bei Säugetieren“       | Martin Evans             |
| 2007 | Oliver Smithies (1925–2017)          | Vereinigte Staaten (geb. in Vereinigtes Königreich)         | „für bahnbrechende Entdeckungen im Bereich embryonaler Stammzellen und der DNA-Rekombination bei Säugetieren“       | Oliver Smithies          |
| 2008 | Harald zur Hausen (1936–2023)        | Deutschland                                                 | „für seine Entdeckung der Auslösung von Gebärmutterhalskrebs durch humane Papillomviren“                            | Harald zur Hausen        |
| 2008 | Françoise Barré-Sinoussi (* 1947)    | Frankreich                                                  | „für die Entdeckung des HI-Virus“                                                                                   | Françoise Barré-Sinoussi |
| 2008 | Luc Montagnier (1932–2022)           | Frankreich                                                  | „für die Entdeckung des HI-Virus“                                                                                   | Luc Montagnier           |
| 2009 | Elizabeth Blackburn (* 1948)         | Vereinigte Staaten (geb. in Hobart, Tasmanien, Australien)  | für die Entdeckung, „wie Chromosomen durch Telomere und das Enzym Telomerase geschützt werden“                      | Elizabeth Blackburn      |
| 2009 | Carol W. Greider (* 1961)            | Vereinigte Staaten                                          | für die Entdeckung, „wie Chromosomen durch Telomere und das Enzym Telomerase geschützt werden“                      | Carol W. Greider         |
| 2009 | Jack Szostak (* 1952)                | Vereinigte Staaten (geb. in London, Vereinigtes Königreich) | für die Entdeckung, „wie Chromosomen durch Telomere und das Enzym Telomerase geschützt werden“                      | Jack Szostak             |

## 2010er Jahre
| Jahr | Person                        | Land                                                      | Begründung für die Preisvergabe                                                                                       | Bild                |
| ---- | ----------------------------- | --------------------------------------------------------- | --- | ------------------- |
| 2010 | Robert Edwards (1925–2013)    | Vereinigtes Königreich                                    | „für seine Entwicklung der In-vitro-Fertilisation“                                                                    | Robert Edwards      |
| 2011 | Bruce Beutler (* 1957)        | Vereinigte Staaten                                        | „für ihre Entdeckungen über die Aktivierung der angeborenen Immunität“                                                | Bruce Beutler       |
| 2011 | Jules Hoffmann (* 1941)       | Frankreich (geb. in Echternach, Luxemburg)                | „für ihre Entdeckungen über die Aktivierung der angeborenen Immunität“                                                | Jules Hoffmann      |
| 2011 | Ralph M. Steinman (1943–2011) | Kanada                                                    | „für seine Entdeckung der dendritischen Zellen und ihrer Rolle in der adaptiven Immunität“                            | Ralph M. Steinman   |
| 2012 | John Gurdon (* 1933)          | Vereinigtes Königreich                                    | „für die Entdeckung, dass reife Zellen so umprogrammiert werden können, dass sie zu pluripotenten Stammzellen werden“ | John Gurdon         |
| 2012 | Shin’ya Yamanaka (* 1962)     | Japan                                                     | „für die Entdeckung, dass reife Zellen so umprogrammiert werden können, dass sie zu pluripotenten Stammzellen werden“ | Shin’ya Yamanaka    |
| 2013 | James Rothman (* 1950)        | Vereinigte Staaten                                        | „für die Entdeckungen von Transportprozessen in Zellen“                                                               | James Rothman       |
| 2013 | Randy Schekman (* 1948)       | Vereinigte Staaten                                        | „für die Entdeckungen von Transportprozessen in Zellen“                                                               | Randy Schekman      |
| 2013 | Thomas Südhof (* 1955)        | Deutschland/ Vereinigte Staaten                           | „für die Entdeckungen von Transportprozessen in Zellen“                                                               | Thomas Südhof       |
| 2014 | John O’Keefe (* 1939)         | Vereinigte Staaten/ Vereinigtes Königreich                | „für Entdeckungen von Zellen, die ein Positionierungssystem im Gehirn bilden“                                         | John O’Keefe        |
| 2014 | May-Britt Moser (* 1963)      | Norwegen                                                  | „für Entdeckungen von Zellen, die ein Positionierungssystem im Gehirn bilden“                                         | May-Britt Moser     |
| 2014 | Edvard Moser (* 1962)         | Norwegen                                                  | „für Entdeckungen von Zellen, die ein Positionierungssystem im Gehirn bilden“                                         | Edvard Moser        |
| 2015 | William C. Campbell (* 1930)  | Vereinigte Staaten (geb. in Ramelton, Irischer Freistaat) | „für ihre Entdeckungen betreffend eine neuartige Therapie für von Fadenwürmern verursachten Infektionen“              | William C. Campbell |
| 2015 | Satoshi Ōmura (* 1935)        | Japan                                                     | „für ihre Entdeckungen betreffend eine neuartige Therapie für von Fadenwürmern verursachten Infektionen“              | Satoshi Ōmura       |
| 2015 | Tu Youyou (* 1930)            | Volksrepublik China                                       | „für ihre Entdeckungen betreffend eine neuartige Therapie für Malaria“                                                | Tu Youyou           |
| 2016 | Yoshinori Ōsumi (* 1945)      | Japan                                                     | „für seine Entdeckungen der Mechanismen der Autophagie“                                                               | Yoshinori Ōsumi     |
| 2017 | Jeffrey C. Hall (* 1945)      | Vereinigte Staaten                                        | „für ihre Entdeckungen betreffend die molekularen Kontrollmechanismen des circadianen Rhythmus“                       | Jeffrey C. Hall     |
| 2017 | Michael Rosbash (* 1944)      | Vereinigte Staaten                                        | „für ihre Entdeckungen betreffend die molekularen Kontrollmechanismen des circadianen Rhythmus“                       | Michael Rosbash     |
| 2017 | Michael W. Young (* 1949)     | Vereinigte Staaten                                        | „für ihre Entdeckungen betreffend die molekularen Kontrollmechanismen des circadianen Rhythmus“                       | Michael W. Young    |
| 2018 | James P. Allison (* 1948)     | Vereinigte Staaten                                        | „für die Entdeckung einer Krebstherapie durch Hemmung der negativen Immunregulation“                                  | James P. Allison    |
| 2018 | Tasuku Honjo (* 1942)         | Japan                                                     | „für die Entdeckung einer Krebstherapie durch Hemmung der negativen Immunregulation“                                  | Tasuku Honjo        |
| 2019 | William G. Kaelin (* 1957)    | Vereinigte Staaten                                        | „für die Entdeckung molekularer Mechanismen der Sauerstoffaufnahme von Zellen“                                        | William G. Kaelin   |
| 2019 | Gregg L. Semenza (* 1956)     | Vereinigte Staaten                                        | „für die Entdeckung molekularer Mechanismen der Sauerstoffaufnahme von Zellen“                                        | Gregg L. Semenza    |
| 2019 | Peter J. Ratcliffe (* 1954)   | Vereinigtes Königreich                                    | „für die Entdeckung molekularer Mechanismen der Sauerstoffaufnahme von Zellen“                                        | Peter J. Ratcliffe  |

## 2020er Jahre
| Jahr | Person                     | Land                       | Begründung für die Preisvergabe | Bild              |
| ---- | -------------------------- | -------------------------- | --- | ----------------- |
| 2020 | Harvey J. Alter (* 1935)   | Vereinigte Staaten         | „für ihre Entdeckung des Hepatitis-C-Virus“                                                                                        | Harvey J. Alter   |
| 2020 | Michael Houghton (* 1949)  | Vereinigtes Königreich     | „für ihre Entdeckung des Hepatitis-C-Virus“                                                                                        | Michael Houghton  |
| 2020 | Charles M. Rice (* 1952)   | Vereinigte Staaten         | „für ihre Entdeckung des Hepatitis-C-Virus“                                                                                        | Charles M. Rice   |
| 2021 | David Julius (* 1955)      | Vereinigte Staaten         | „für ihre Entdeckungen der menschlichen Rezeptoren für Temperatur- und Berührungsempfinden“                                        | David Julius      |
| 2021 | Ardem Patapoutian (* 1967) | Vereinigte Staaten Libanon | „für ihre Entdeckungen der menschlichen Rezeptoren für Temperatur- und Berührungsempfinden“                                        | Ardem Patapoutian |
| 2022 | Svante Pääbo (* 1955)      | Schweden                   | „für seine Entdeckungen über die Genome ausgestorbener Homininen und die menschliche Evolution“                                    | Svante Pääbo      |
| 2023 | Katalin Karikó (* 1955)    | Ungarn Vereinigte Staaten  | „für ihre Entdeckungen zu Nukleosidbasenmodifikationen, die die Entwicklung wirksamer mRNA-Impfstoffe gegen COVID-19 ermöglichten“ | Katalin Karikó    |
| 2023 | Drew Weissman (* 1959)     | Vereinigte Staaten         | „für ihre Entdeckungen zu Nukleosidbasenmodifikationen, die die Entwicklung wirksamer mRNA-Impfstoffe gegen COVID-19 ermöglichten“ | Drew Weissmann    |
| 2024 | Victor Ambros (* 1953)     | Vereinigte Staaten         | „für die Entdeckung der microRNA und ihrer Rolle in der post-transkriptionalen Genregulation“                                      | Victor Ambros     |
| 2024 | Gary Ruvkun (* 1952)       | Vereinigte Staaten         | „für die Entdeckung der microRNA und ihrer Rolle in der post-transkriptionalen Genregulation“                                      | Gary Ruvkun       |

| 1900 • 1910 • 1920 • 1930 • 1940 • 1950 • 1960 • 1970 • 1980 • 1990 • 2000 • 2010 • 2020 |

## Verteilung nach Ländern
Preisträger, die zum Zeitpunkt der Verleihung Staatsbürger zweier Länder waren, werden hier bei beiden Ländern halb gezählt.
| Nation                 | Anzahl der Verleihungen |
| ---------------------- | ----------------------- |
| Vereinigte Staaten     | 1100                    |
| Vereinigtes Königreich | 31,5                    |
| Deutschland            | 16,5                    |
| Frankreich             | 11,0                    |
| Schweden               | 09,0                    |
| Schweiz                | 06,5                    |
| Australien             | 06,0                    |
| Dänemark               | 05,0                    |
| Österreich             | 05,0                    |
| Japan                  | 05,0                    |
| Italien                | 04,5                    |
| Belgien                | 04,0                    |
| Kanada                 | 03,0                    |
| Niederlande            | 02,0                    |
| Norwegen               | 02,0                    |
| Russland               | 02,0                    |
| Ungarn                 | 01,5                    |
| Argentinien            | 01,5                    |
| Portugal               | 01,0                    |
| Spanien                | 01,0                    |
| Südafrika              | 01,0                    |
| Volksrepublik China    | 01,0                    |
| Libanon                | 00,5                    |
| Neuseeland             | 00,5                    |

Stand: 11. Oktober 2024